# Jutta Rabe
Jutta Rabe (ur. 1955) – niemiecka dziennikarka, dyrektor Europejskiego oddziału Niemieckiej Federacji Dziennikarzy.
Pracowała jako freelancer dla niemieckiego magazynu Spiegel-TV przez dwa lata, również dla Focus TV, ZDF, ARTE oraz NDR.
W 2003 roku wydała książkę pt. Die Estonia: Tragödie eines Schiffsuntergangs, w której poruszała wątki związane z zatonięciem promu MS Estonia w 1994 roku i odsłoniła inne fakty i przypuszczenia dotyczące tragedii. Książka Rabe wywołała międzynarodową debatę o zatonięciu promu w parlamentach zarówno Szwecji jak i Estonii. Debatowano także nad wznowieniem śledztwa w tej sprawie. Podczas ekspedycji w 2000 roku naruszyła, chronione międzynarodowymi umowami, miejsce spoczynku wraku i w związku z tym grozi jej aresztowanie w Szwecji.
W 2003 na podstawie swojej książki, wraz z amerykańskim milionerem Gregiem Bemisem, nakręciła film Baltic Storm.

## Publikacje
- Die Estonia: Tragödie eines Schiffsuntergangs wyd. Delius Klasing 2003 ISBN 3-7688-1267-7, ISBN 3-7688-1460-2